# Рудник Монтебуоно
Рудник Монтебуоно (Montebuono) — колишня копальня в італійському регіоні Тоскана, за сім десятків кілометрів на південний схід від Сієни.
Рудник Монтебуоно, також знаний як Ді-Рето (De Reto), належав до гірничодобувного регіону вулкана Монте-Аміата, відомого своїми копальнями ртутної руди (найбільшими з них були Аббадія-Сан-Сальваторе та Сієле). Гірничу ліцензію на ділянку Монтебуоно видали в 1872-му, проте розробка родовища стартувала лише в 1885 (за іншими даними — 1887) році. Тривалий час роботи провадила «Menicanti e C» («Menicanti, Scariglia, Soria і Thabet»), а з 1926-го копальня перейшла до Societa Anonime Miniera il Reto, яка, втім, була власником лише до 1929-го. Того ж 1929 року розробка родовища припинилась.
У 1950-х роках компанії Monte Amiata та Società Mercurifera Italiana провадили в Монтебуоно розвідувальні роботи. Якась активність на руднику помічена й наступного десятиліття, так, відомо, що в 1967-му внаслідок отруєння газом тут загинули два шахтарі. Після цього інциденту копальню остаточно закрили. 
Розробку вели підземним способом, при цьому з 1889 року видобута руда проходила переробку на належному до копальні власному плавильному заводі. Криза 1919 року призвела до закриття металургійної ділянки, після чого руду стали відправляти на плавильне виробництво рудника Сельвена-Мороне.